# Договор пожизненной ренты
Догово́р пожи́зненной ре́нты — соглашение, в соответствии с которым получатель ренты передает принадлежащее ему имущество в собственность плательщика ренты, а тот в свою очередь обязуется в обмен на полученное имущество регулярно выплачивать получателю ренты определённую денежную сумму, при этом срок обязательства по выплате этой суммы  на протяжении всей жизни рентополучателя или указанного им третьего лица (лиц).

## Договор в России

### Предмет и существенные условия договора
Предметом договора пожизненной ренты может быть как движимое, так и недвижимое имущество. Существенными условиями договора являются форма и размер рентных платежей. Рентные платежи по договору пожизненной ренты могут выплачиваться исключительно в форме денежных средств. Размер рентных платежей устанавливается по соглашению сторон, но не должен быть менее одной величины прожиточного минимума, если имущество под выплату ренты отчуждается безвозмездно, и подлежит индексированию с учётом повышения этой величины. Рентные платежи выплачиваются в течение всей жизни получателя ренты с определённой периодичностью, как правило, если иное не предусмотрено договором, в конце каждого календарного месяца.

### Стороны договора
Получателем пожизненной ренты может быть только физическое лицо. Плательщиком ренты, согласно общим правилам о договоре ренты, может быть любое деликтоспособное физическое или юридическое лицо. Закон допускает установление пожизненной ренты в пользу третьего лица или нескольких лиц, при этом, если размер их долей в праве на получение ренты не определён договором, то они считаются равными. В случае смерти одного из получателей ренты рентные выплаты, по соглашению сторон, могут переходить к другому получателю ренты, а с доли умершего получателя ренты, снимается обременение, в виде залога, оставаясь в собственности плательщика ренты. .
Если пожизненная рента устанавливается в отношении лица, умершего к моменту заключения договора, то такой договор ничтожен.

### Прекращение договора
По общему правилу, договор пожизненной ренты прекращается со смертью рентного кредитора. Таким образом, исключается любая возможность перехода прав получателя ренты иным лицам, в том числе путём уступки требования или в порядке наследования, за исключением случаев, когда речь идёт о долевом участии. В случае если обязательство по выплате ренты действует в отношении нескольких лиц, то оно прекращается с момента смерти последнего из них. В период жизни получателя ренты договор может быть расторгнут по соглашению сторон.
Закон предусматривает возможность прекращения договора в судебном порядке при наличии существенного нарушения обязательства со стороны рентного должника. При этом законом не определено в точности, какие нарушения считаются существенными. Исходя из смысла данного обязательства к таковым следует отнести такие нарушения, которые влекут для получателя ренты значительный ущерб, то есть лишают его представления, на которое он был вправе рассчитывать при заключении договора, а именно:
- Чрезмерная и (или) систематическая задержка рентных платежей, а также отказ от их выплаты;
- Непредоставление необходимого обеспечения ренты;
- Нарушение плательщиком ренты иных условий договора, которым придано существенное значение.

При существенном нарушении договора получатель ренты вправе по своему усмотрению либо требовать от плательщика ренты её выкупа, либо расторгнуть договор и потребовать возмещения убытков. Выкуп имущества, переданного под выплату ренты, осуществляется по цене, заранее оговоренной сторонами в договоре или определённой в соответствии с законом. Если под выплату ренты имущество было отчуждено безвозмездно, получатель ренты вправе требовать возврата этого имущества с зачётом его стоимости в счёт выкупной цены ренты.
При расторжении договора со взысканием убытков получателю ренты возмещаются все его имущественные потери, включая стоимость переданного имущества, с одновременным зачётом полученных им от плательщика ренты средств в виде рентных платежей и компенсации за это имущество. При этом получатель ренты не вправе, по общему правилу, настаивать на возврате имущества.

### Риски
Риск случайной гибели или повреждения имущества всецело несёт плательщик ренты, то есть случайная гибель или повреждение имущества не освобождает его от обязательства по уплате рентных платежей. В этом случае он также не вправе требовать выкупа ренты.